# Biserici de lemn din Sibiu
Bisericile de lemn din Sibiu fac parte din grupul de biserici de lemn din Transilvania și din familia de biserici de lemn românești.

## Biserici de lemn
- Biserica de lemn din Apoldu de Jos cu hramul Sfântul Ioan Evanghelistul (strada Principală 191)
- Biserica de lemn din Broșteni
- Biserica de lemn din Ilimbav cu hramul Buna Vestire (strada Principală 47)
- Biserica de lemn din Jina
- Biserica de lemn din Netuș cu hramul Sfinții Apostoli Petru și Pavel (strada Bisericii 111)
- Biserica de lemn din Poiana Sibiului cu hramul Adormirea Maicii Domnului
- Biserica de lemn din Presaca cu hramul Sfânta Treime (strada Principală 43)
- Biserica de lemn din Sadu cu hramul Adormirea Maicii Domnului (strada Principală 254)
- Biserica de lemn din Săsăuș cu hramul Adormirea Maicii Domnului
- Biserica de lemn din Sângătin cu hramul Sfinții Arhangheli (strada Bisericii 550)
- Biserica de lemn de la Schitul Foltea
- Biserica de lemn din Șura Mare cu hramul Buna Vestire (str. Principală 483)